# María Auxiliadora Correa Zamora
María Auxiliadora Correa Zamora (ur. 24 maja 1972 w Badajoz) – hiszpańska polityk, prawniczka, była senator, deputowana do Parlamentu Europejskiego VII kadencji.

## Życiorys
Z wykształcenia prawniczka. Zaangażowała się w działalność Partii Ludowej w Estremadurze. Od połowy lat 90. związana z samorządem gminy Puebla de la Calzada. Od 2000 do 2004 zasiadała w Senacie VII kadencji. Do izby wyższej Kortezów Generalnych powróciła w 2007 w miejsce jednego z senatorów, mandat w VIII kadencji sprawowała do 2008.
W wyborach w 2009 kandydowała z 25. miejsca na liście wyborczej Partii Ludowej. Mandat eurodeputowanej VII kadencji objęła 13 stycznia 2012, gdy zrezygnował z niego José García-Margallo. W PE przystąpiła do grupy Europejskiej Partii Ludowej.